# 불한당들
《불한당들》(Brigands, Chapitre VII, Brigands-Chapter VII)은 프랑스에서 제작된 오타르 이오셀리아니 감독의 1996년 코미디, 드라마 영화이다. 아미란 아미라나시빌 등이 주연으로 출연하였고 마르틴느 마리냑 등이 제작에 참여하였다.
이 영화는 제53회 베네치아 국제 영화제에서 Special Jury Prize를 받았다.

## 출연

### 주연
- 아미란 아미라나시빌
- 다빗 고기베다시빌

### 조연
- 니노 오조니키데
- 켈리 카파나데
- 니코 타리엘라쉬빌리
- 엠마뉴엘 드 쇼비그니

## 기타
- 미술: 엠마뉴엘 드 쇼비그니
- 미술: 예레나 주코바
- 미술: 장 미셸 시모네